# Agrothereutes macroincubitor
Agrothereutes macroincubitor là một loài tò vò trong họ Ichneumonidae.